# Christian Böhmer

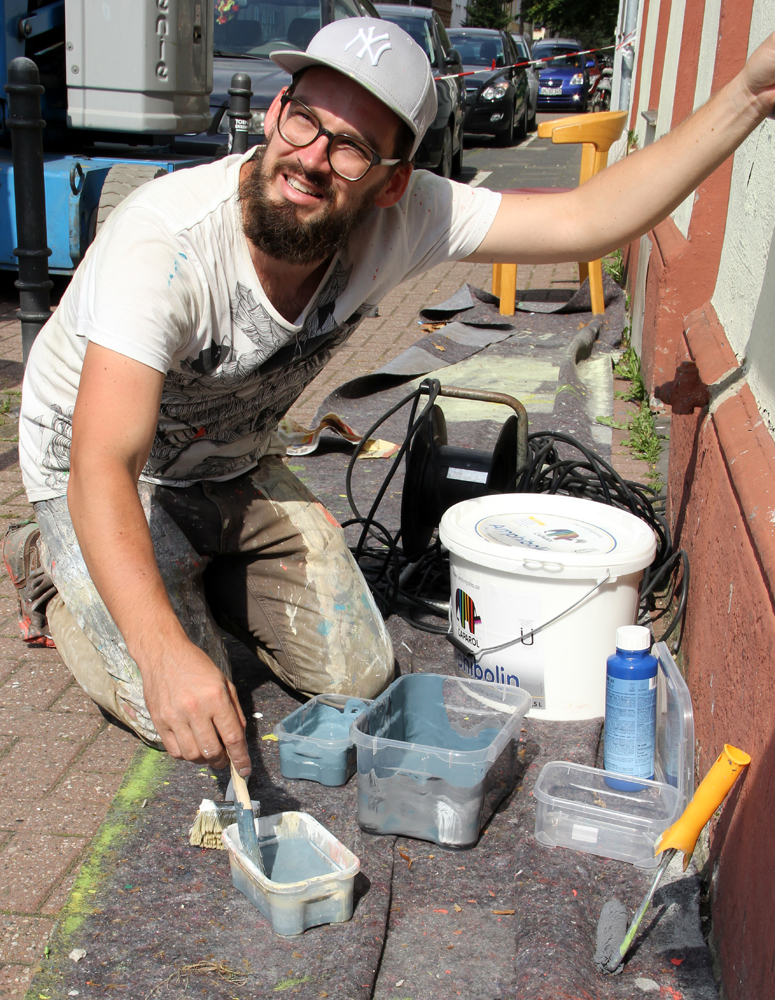

Christian Böhmer (* 1984 in Bad Kreuznach) ist ein deutscher Graffiti-, Streetart- und Urban-Art-Künstler.

## Leben und Werk
Christian Böhmer, der auch unter dem Pseudonym „Mr Trash“ arbeitete, hat seine künstlerischen Wurzeln in der Graffiti-Szene der 1990er Jahre, als er als Autodidakt auf legalen Graffitiflächen seinen Stil entwickelte. Später entwickelte er eine Kunstform, die sich an klassischer Porträtmalerei orientierte, aber durch „Maskierung“ mit Papiertüten unkenntlich macht.
Diese „Papiertüten-Köpfe“, als geklebte Paste-ups oder gemalt und gesprüht, erregten Aufmerksamkeit auch deshalb, weil sie kritisch auf zeitgenössische, gesellschaftliche Probleme aufmerksam machen. Zwei Bilder mit diesem Thema wurden im 2014 erschienenen Fachbuch „Streetart Cologne“ unter seinem Pseudonym „Mr Trash“ abgedruckt.
Seine Arbeiten sind im Rahmen von Urban Art Festivals deutschland- und europaweit zu finden, zum Beispiel zum City Leaks Urban Art Festival Köln 2011 oder dem Up Fest Urban Art Festival in Bristol. Darüber hinaus ist er weltweit in Galerien vertreten.
2018 arbeitete er mit dem Urban Nation - Museum for Urban Contemporary Art in Berlin und der Kuratorin Yasha Young zusammen. Dabei entstand  auf der Bülowstraße in Berlin-Schöneberg das Mural Speak up. Stand up, das sich mit der Situation von Prostituierten beschäftigt.
Aus der Arbeit mit Young ergab sich auch seine erste Soloausstellung auf der Moniker Art Fair in New York City 2018. Das bisher größte Mural des Künstlers mit 26 Metern Höhe entstand in der georgischen Hauptstadt Tblissi.
Christian Böhmer unterhält ein Kunstatelier in Köln, in den Räumen des Atelierzentrum Ehrenfeld, ein zweites Atelier befindet sich seit 2019 in der DDC Factory in Schweinfurt.

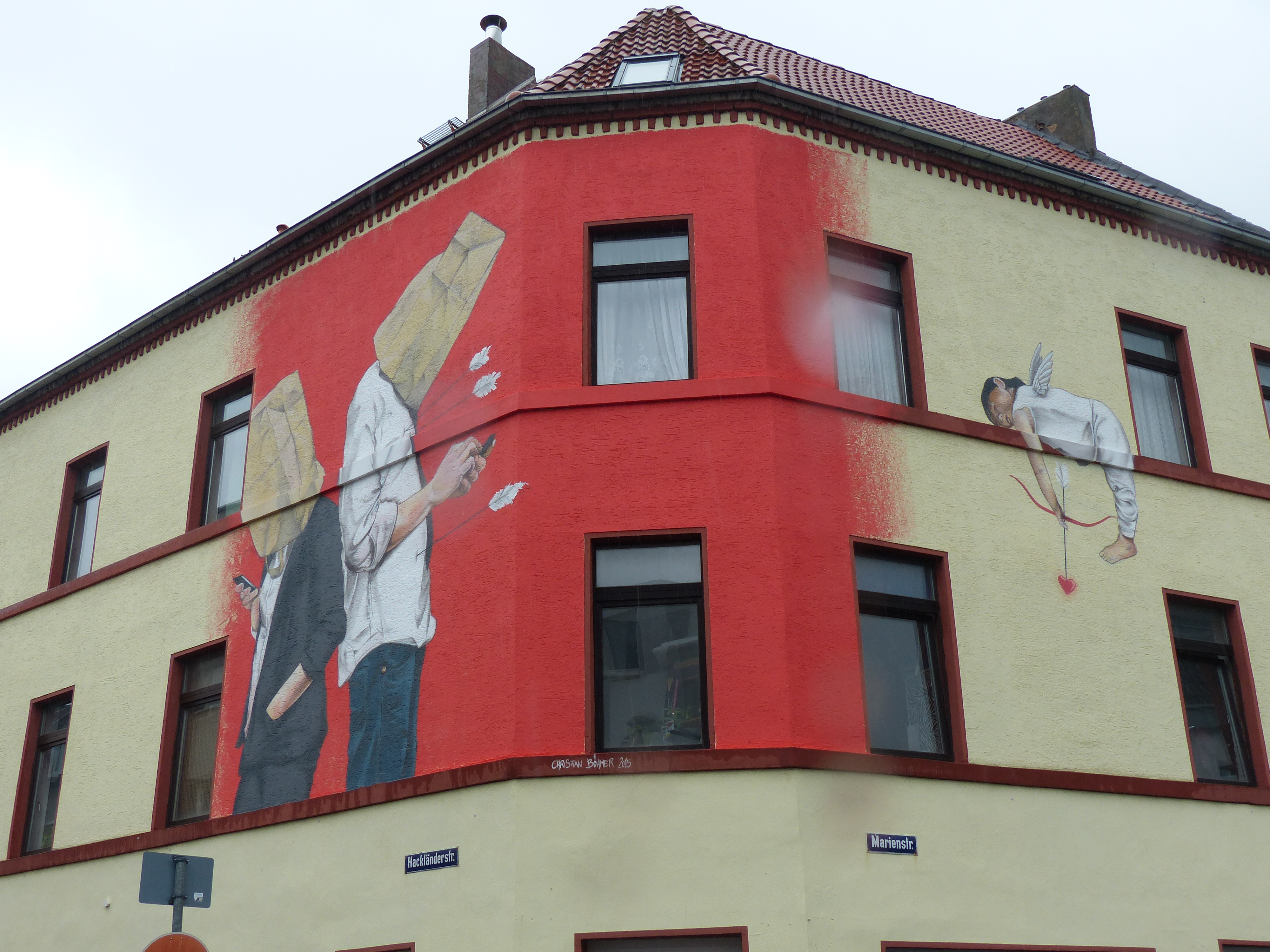
Kunstwerk von Christian Böhmer, Köln-Ehrenfeld, Hackländerstr./Ecke Marienstr., August 2015

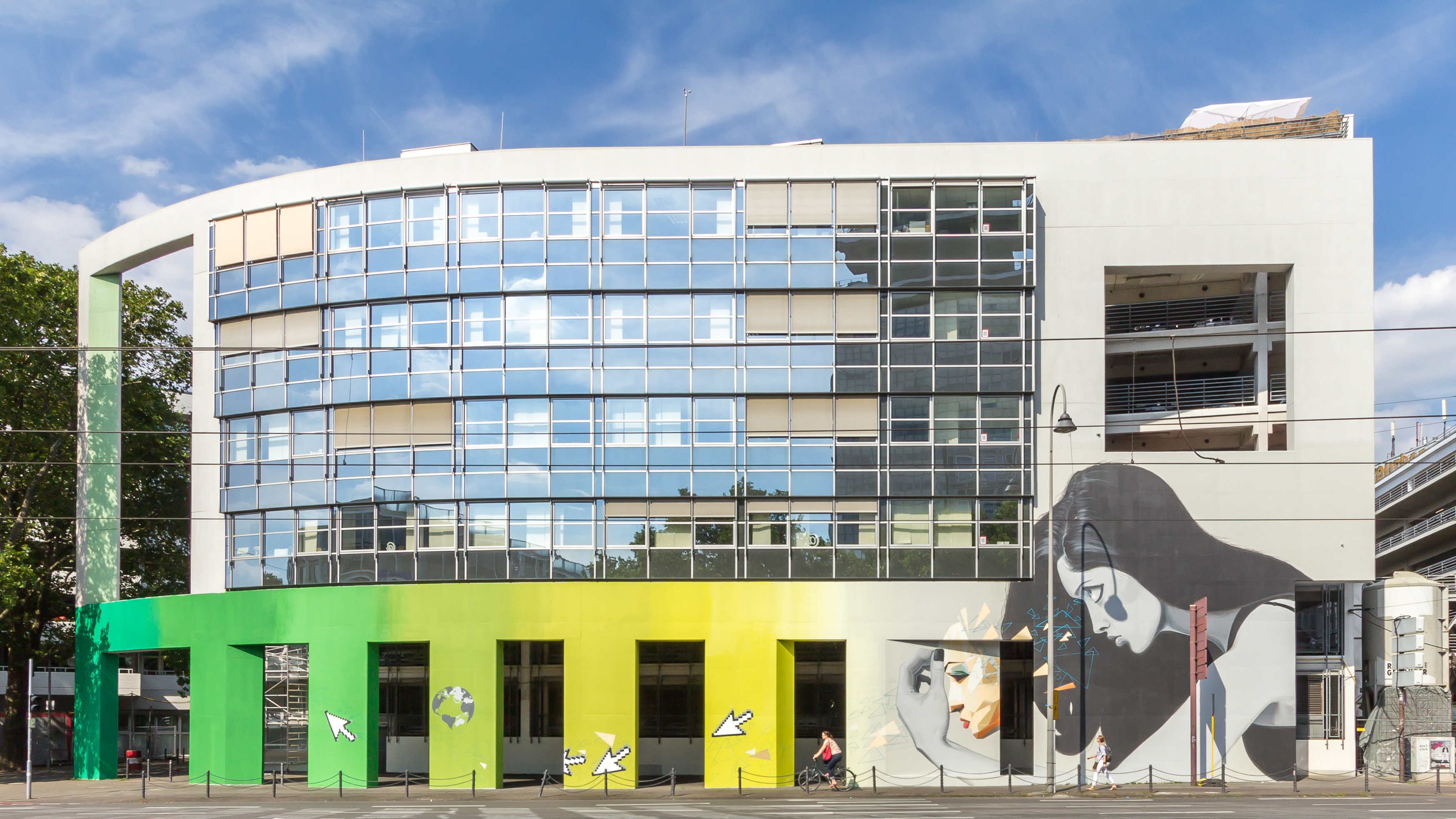
„Digitale Welt“ am Parkhaus Cäcilienstraße, Köln

## Ausstellungen (Auswahl)
- Vol.1, Galerie Gutleut, Mainz 2020[4]
- Moniker Art Fair, New York City (USA) 2019
- Faceless, Art Basel, Mynt Concept Store, Basel 2015
- Gruppe 69, AZE (Atelier Zentrum Ehrenfeld), Köln 2015
- Babushka Group Show, Kuli Alma Gallery, Tel Aviv 2014
- Homage to Frida Kahlo, Go Gallery, Amsterdam 2014
- Public Provocations VI, Colab Gallery, Weil am Rhein 2014
- Druck Berlin, Stattbad, Berlin 2013
- Stroke Urban Art Fair, München 2012 und 2011
- Variete Liberte, Köln 2011
- Rautenstrauch-Joest Museum für Völkerkunde, Köln 2010
- Rheinlandhalle, „Lange Nacht der Museen“, Köln 2010

## Videodokumentationen
- Westart goes Streetart vom 24. Februar 2015, abgerufen am 6. September 2016